# 坂口親宏
坂口 親宏（さかぐち ちかひろ、1960年8月28日 - ）は、日本の政治家。元和歌山県橋本市議会議員。元アナウンサー。
和歌山県橋本市出身。橋本市立橋本小学校、橋本市立橋本中央中学校、和歌山県立橋本高等学校卒業。1983年京都外国語大学卒業。テレビ和歌山社員アナウンサーとして地元県内のローカルニュース、高校野球などのスポーツ中継等に21年に渡って携わる。退社後は大阪市のプロダクション「パートナーズ・プロ」に属し、活動を続けた。奈良テレビの契約キャスターとしてNEWSライン、ドラマティックナイン、びわ湖放送の週刊県政プラスワン、テレビ和歌山でもニュースライフラインわかやまのキャスターを務めた。2008年から2009年には、ぱしふぃっくびぃなすのクルーズディレクターを務めた。
2012年8月から衆議院議員阪口直人の公設第一秘書を務めていたが、阪口が日本維新の会に移籍した後辞職。同年12月16日投開票の第46回衆議院議員総選挙に和歌山2区から民主党公認で出馬したが、落選した。
その後、現職市議会議員の県議会選挙鞍替え出馬などに伴う2014年3月執行の橋本市議会議員補欠選挙（定数4）に出馬、トップ当選を果たした。2015年4月、再選。
橋本市議を2期務めた後、2019年4月に行われた市議選には立候補せず、引退した。